# Liste des danses bretonnes

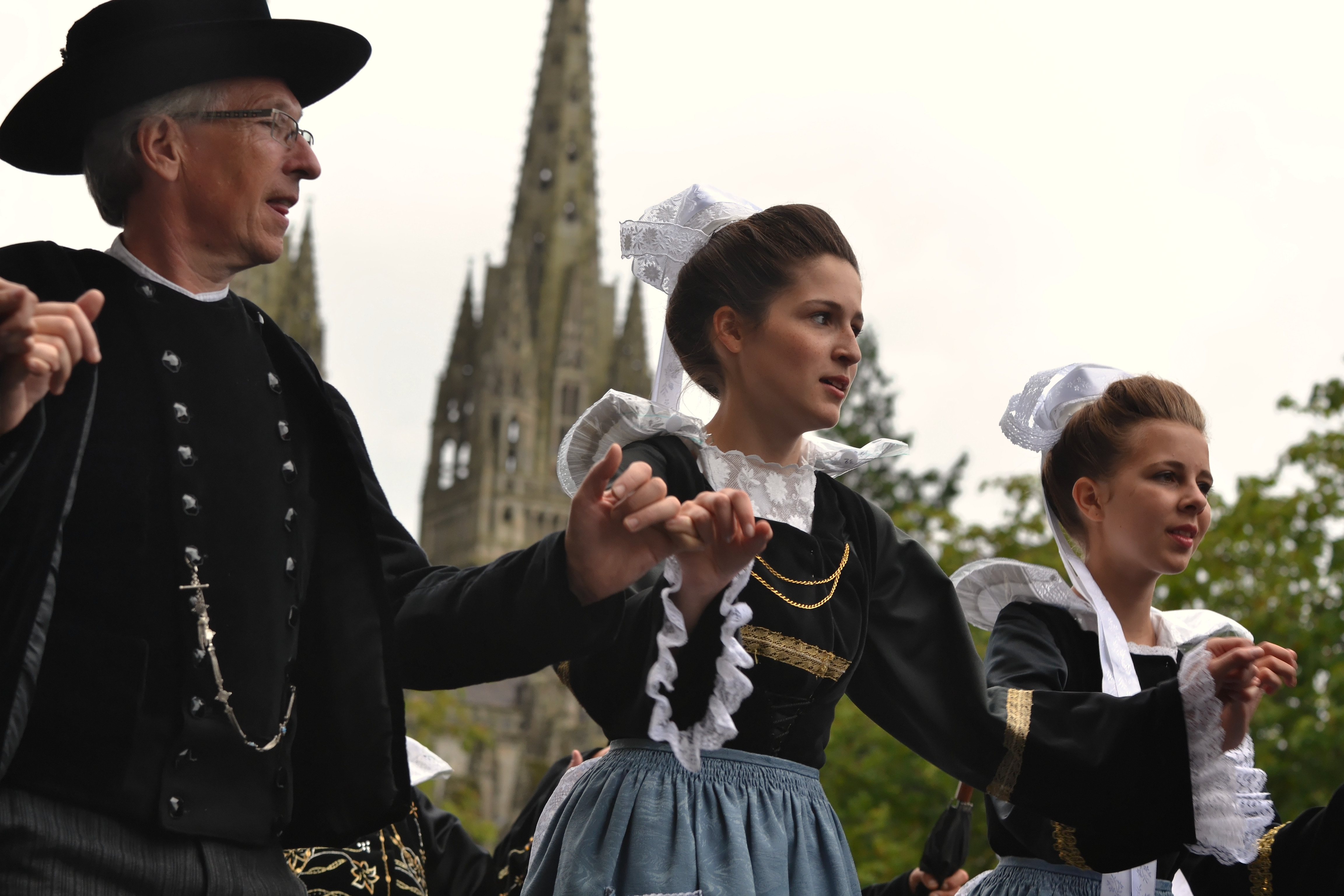
An-dro

Principaux types de danses pratiquées en Bretagne. Les variantes sont décrites dans les articles dédiés.

## Danses selon leur aire de pratique

### Basse-Bretagne
- An-dro
- Dañs Keff
- Dañs Leon
- Dañs Plinn
- Dañs Treger
- Dañs Trikot
- Dañs tro (ou gavotte) :
  - Dañs fisel
  - Kost ar c'hoad
- Dérobée
- Hanter-dro
- Jabadao
- Jibidi
- Kas a-barh
- Laridé (ou ridée)
- Mazurka
- Passepied (ou pach-pi)
- Rond de Landéda
- Rond Pagan
- Tamm kreiz (Tamm kerh)
- Trihori

### Haute-Bretagne
- Aéroplane
- Avant-deux
- Contredanse
- Dérobée
- Maraîchine
- Passepied
- Pilé menu
- Polka
- Ridée
- Rond de Penthièvre (ou Rond de Loudéac)
- Rond de Loire-Vilaine :
  - Rond de Saint-Vincent
  - Rond paludier
- Mazurka
- Sacristain
- Scottish
- Tour (An-dro)

## Danses selon leur dispositif

### Cortège
- Aéroplane
- Kas a-barh
- Dérobée

### Couple
- Mazurka
- Polka
- Scottish
- Cercle circassien

### Double front
- Dañs Leon
- Dañs Treger

### Ronde ou chaîne
- An-dro
- Dañs Keff
- Dañs Trikot
- Dañs tro :
  - Dañs fisel ;
  - Kost ar c'hoad.
- Dañs plinn
- Hanter-dro
- Laridé
- Maraîchine
- Passepied
- Pilé menu
- Ridée
- Rond de Penthièvre
- Rond de Loire-Vilaine :
  - Rond de Saint-Vincent ;
  - Rond paludier.
- Rond de Landéda
- Rond de Pagan
- Tamm kreiz (Tamm kerh)
- Tour

### Quadrette
- Avant-deux
- Contredanse

## Sources
- « Danses bretonnes - Liste des danses par ordre alphabétique », sur dansesbretonnes.gwalarn.bzh (consulté le 8 août 2020)
- Yves Defrance, « Glossaire des danses de Bretagne (1860-2010). Définitions critiques de la terminologie des danses, pas, figures et expressions en rapport avec les pratiques chorégraphiques traditionnelles de Haute et Basse-Bretagne [750 entrées] », dans Encyclopédie de la Bretagne, Paris/Rennes, 2014, vol.2 « Anthropologie », 83 p.